# Llista de banderes provincials d'Itàlia
Aquesta és una llista de les banderes provincials d'Itàlia. Les banderes estan agrupades per regió.

## Abruços

Chieti
L'Aquila
Pescara
Teramo

## Basilicata

Matera
Potenza

## Calàbria

Catanzaro
Cosenza
Crotona
Reggio de Calàbria
Vibo Valentia

## Campània

Avellino
Benevent
Caserta
Nàpols
Salern

## Emília-Romanya

Bolonya
Ferrara
Forlì-Cesena
Mòdena
Parma
Piacenza
Ravenna
Reggio de l'Emília
Rímini

## Friül - Venècia Júlia

Gorizia
Pordenone
Trieste
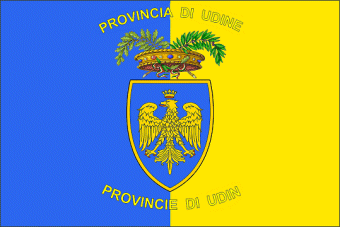
Udine

## Laci

Frosinone
Latina
Rieti
Roma Capital
ViterboViterbo

## Ligúria

Gènova
Imperia
La Spezia
Savona

## Llombardia

Bèrgam
Brescia
Como
Cremona
Lecco
Lodi
Màntua
Milà
Monza i Brianza
Pavia
Sondrio
Varese

## Marques

Ancona
Ascoli Piceno
Fermo
Macerata
Pesaro i Urbino

## Molise

Campobasso
Isernia

## Piemont

Alessandria
Asti
Biella
Cuneo
Novara
Torí
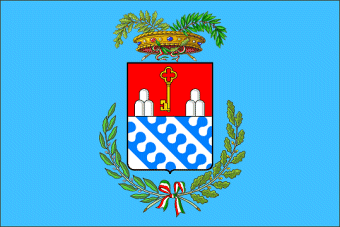
Verbano-Cusio-Ossola
Vercelli

## Pulla

Bari
Barletta-Andria-Trani
Bríndisi
Foggia
Lecce
Tàrent

## Sardenya

Càller
Nuoro
Oristany
Sàsser
Sardenya del Sud

## Sicília

Agrigento
Caltanissetta
Catània
Enna
Messina
Palerm
Ragusa
Siracusa
Trapani

## Trentino - Tirol del Sud

Tirol del Sud
Trento

## Toscana

Arezzo
Florència
Grosseto
Liorna
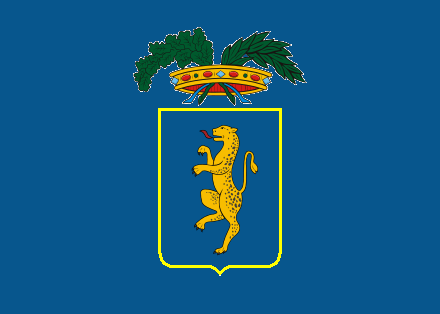
Lucca
Massa i Carrara
Pisa
Pistoia
Prato
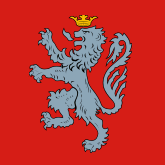
Siena

## Úmbria

Perusa
Terni

## Vall d'Aosta

Vall d'Aosta

## Vèneto

Belluno
Pàdua
Rovigo
Treviso
Venècia
Verona
Vicenza